# Costantino Petrosellini
Costantino Petrosellini (Roma, 17 aprile 1921 – Roma, 21 gennaio 2015) è stato un militare e aviatore italiano, asso della Regia Aeronautica durante la seconda guerra mondiale, accreditato di cinque abbattimenti di aerei alleati..

## Biografia
Nacque a Roma il 17 aprile 1921.  Arruolatosi nella Regia Aeronautica nel 1938, iniziò a frequentare la Regia Accademia Aeronautica di Caserta. Dopo aver frequentato le scuole di volo di Pisa e Foligno, ottenne il brevetto di pilota militare nella primavera del 1940, e con il grado di sottotenente pilota di complemento venne inizialmente assegnato alla 41ª Squadriglia del 63º Gruppo Osservazione Aerea, basata sull'aeroporto di Campoformido ad Udine.

### Seconda guerra mondiale
Pilota da ricognitore su biplano IMAM Ro.37, con appena un centinaio di ore di volo alle spalle e nessuno specifico addestramento al combattimento, compì le sue prime missioni di guerra nell'aprile del 1941, durante le operazioni contro la Jugoslavia, operando mitragliamenti e spezzonamenti su linee ferroviarie e stazioni nemiche.
Nel luglio dello stesso anno iniziò l'addestramento sul caccia Macchi C.200 Saetta e fu assegnato alla 92ª Squadriglia, 8º Gruppo del 2º Stormo Caccia Terrestre. Poco dopo il reparto fu mandato in Africa settentrionale, aggregato alla 5ª Squadra aerea, per le operazioni contro gli inglesi.
In Africa settentrionale prese parte alla battaglia per la riconquista di Tobruk, alla seconda battaglia della Sirte, alla battaglia di El Alamein, ed agli scontri di Sidi El Barrani e Sollum durante le fasi della ritirata italo-tedesca verso la Tunisia. Ottenne la sua prima vittoria in un combattimento aereo il 26 ottobre 1942 nei pressi di Tobruk, in Libia, ai danni di un Martin Maryland della Royal Air Force che stava effettuando una ricognizione fotografica. Danneggiato il velivolo egli si affiancò al pilota neozelandese dopo che quest'ultimo aveva dato segno di resa "sbattendo" le ali, ed invitandolo ad atterrare, ma il mitragliere di coda dell'aereo aprì il fuoco contro di lui. Con un secondo, deciso attacco, lo abbatté. 
La sua seconda "vittima" (il 1º dicembre 1942) fu un caccia Curtiss P-40 Kittyhawk che lo aveva appena attaccato mentre mitragliava una colonna motorizzata britannica. Grazie alla maneggevolezza del suo C.200 e alla sua abilità di pilota, riuscì a superare in virata il pilota britannico e ad abbatterlo sul mare.
Rientrato in Patria il 6 dicembre 1942 eseguì missioni operative sul Mediterraneo in difesa aerea della flotta da battaglia ancorata nella rada di La Spezia. Decollando dalla base di Sarzana ingaggiò furiosi combattimenti contro le formazioni di bombardieri anglo-americani. 
Il 21 giugno 1943, mentre era di pattuglia sulla base militare navale di La Spezia, fu inviato dagli operatori della "guida-caccia" a sud di Livorno per contrastare un attacco nemico a navi italiane. Avvistati due cacciabombardieri Bristol Beaufighter della R.A.F., li attaccò a pelo d'acqua, abbattendone uno e costringendo l'altro alla fuga. Il 28 luglio, nei pressi di Pisa, intercettò un bombardiere leggero Martin Baltimore inglese, e dopo un lungo inseguimento riuscì ad abbatterlo. Il 3 settembre ottenne la sua quinta ed ultima vittoria. In volo su La Spezia, alla quota di 7 500 metri, intercettò uno stormo di 24 Boeing B-17 Flying Fortress e con due attacchi in verticale, uno in picchiata e uno in cabrata, abbatté uno dei quadrimotori. 
Fu questa la sua vittoria aerea più significativa, non soltanto perché una delle ultime ottenute dalla Regia Aeronautica, ma quasi certamente l'ultima per il caccia C.200.
Grazie ai suoi cinque abbattimenti confermati divenne ufficialmente un asso della Regia Aeronautica. L'ultimo combattimento prima dell'armistizio dell'8 settembre avvenne contro uno stormo di B-17 intercettato partendo da Latina. L'8 settembre stava per partire in una missione contro la flotta americana in navigazione nel basso Tirreno, missione giudicata impossibile da concludere causa l'elevata scorta aerea americana alle proprie navi che aveva convinto tutti gli aviatori a lasciare una lettera di addio per le famiglie, quando l'intercettazione di radio Tripoli diede la notizia della firma della resa, confermata nei fatti dalla brusca partenza degli aviatori tedeschi dalla base. Trasferitosi in volo a Decimomannu dove convergevano gli aviatori rimasti fedele al governo Badoglio, decollò poi verso la Sicilia in mano alleata, entrando infine a far parte dell'Aeronautica Cobelligerante Italiana.
 Tra il 1943 e il 1945, volando a bordo di caccia Aermacchi C.202 Folgore, Aermacchi C.205 Veltro e cacciabombardieri Reggiane Re.2002 Ariete eseguì attacchi al suolo contro le forze tedesche operanti nei Balcani, decollando dalle basi del Molise e della Puglia. In quell'epoca divenne comandante della 94ª Squadriglia, 8º Gruppo, del 5º Stormo Cacciabombardieri di stanza a Leverano.
Transitato nell'Aeronautica Militare Italiana tra la fine del 1945 e il 1951 operò presso il Reparto Volo Stato Maggiore, effettuando attività di volo su velivoli plurimotori su rotte nazionali ed internazionali. A partire dal 1951 divenne Comandante del Reparto Volo della Scuola Aviogetti di Amendola. Tra il 1953 e il 1956 fu presso il Reparto sperimentale di volo, effettuando il Corso Piloti Collaudatori presso il "Centre d'Essais en vol" di Bretigny. Fu il primo pilota collaudatore del prototipo di caccia leggero supersonico italiano Aerfer Sagittario 2. Nel 1954, durante il Corso Collaudatori, superò per la prima volta la velocità del suono sul prototipo del Dassault MD 454 Mystère IV e successivamente fu il primo pilota italiano a superare la barriera del suono in volo orizzontale su velivolo Super Mystère B-1.
Nel corso della sua carriera ha pilotato 80 tipi diversi di aerei, effettuando oltre 20.000 ore di volo.

### Pilota civile
Nel 1956 lasciò l'Aeronautica Militare con il grado di tenente colonnello, diventando pilota civile presso la compagnia Alitalia. Fu Comandante istruttore su velivoli Convair 340, Convair 440 e Douglas DC-6, e poi Comandante sui Sud Aviation Caravelle, Douglas DC-8 e Boeing B-747 Jumbo Jet Divenuto Capo settore della linea Polare (sulla base di Anchorage, Alaska), ebbe modo di effettuare la valutazione del BAC/AMD-BA Concorde in vista dell'acquisto, mai concretizzato, di un aereo da trasporto supersonico civile, da parte dell'Alitalia. Lasciata la compagnia di bandiera nel 1981 si ritirò a vita privata, ricoprendo numerosi incarichi di prestigio tra i quali: Vice Presidente dell'Istituto Italiano di Navigazione (CNR), Presidente Commissione Tecnica (Conferenze IFALPA), Consigliere Nazionale e Vicepresidente Nazionale dell'Associazione Arma Aeronautica. Nel corso della sua carriera ha pilotato 80 tipi diversi di aerei, effettuando oltre 20.000 ore di volo.

### Curiosità
Nel 2011 Petrosellini ha rilasciato una lunga intervista da cui è stato tratto il documentario Quando Pedro Volava, diretto dal regista Claudio Costa.
Nel film Petrosellini ripercorre la sua lunga carriera, dai tempi della Regia Aeronautica, fino ai giorni in Alitalia.

## Vittorie
Durante la Seconda guerra mondiale ottenne complessivamente 5 vittorie confermate, risultando decorato con 3 Medaglie d'argento al valor militare, due Croci di guerra al valor militare, e una promozione per meriti di guerra.
| Nr | data             | compagnia       | aereo                  | avversario                  | località         |
| 1  | 26 ottobre 1942  | 92ª Squadriglia | Aermacchi C.200 Saetta | Martin Maryland             |                  |
| 2  | 1º dicembre 1942 | 92ª Squadriglia | Aermacchi C.200 Saetta | Curtiss P-40 Kittyhawk      |                  |
| 3  | 21 giugno 1943   | 92ª Squadriglia | Aermacchi C.200 Saetta | Bristol Beaufighter         | a sud di Livorno |
| 4  | 28 luglio 1943   | 92ª Squadriglia | Aermacchi C.200 Saetta | Martin Baltimore            |                  |
| 5  | 3 settembre 1943 | 92ª Squadriglia | Aermacchi C.200 Saetta | Boeing B-17 Flying Fortress | su La Spezia     |

### Annotazioni
1. ↑  Il personale dell'8º Gruppo rientrò in patria a bordo di velivoli Savoia-Marchetti S.M.82 Marsupiale.
2. ↑  I piloti dell'8º Gruppo eseguirono anche missioni di trasferimento dei caccia Dewoitine D.520 trovati sugli aeroporti della Francia meridionale all'Italia.
3. ↑  Anche se ufficiosamente, in quanto la Regia Aeronautica non riconosceva, a differenza delle forze aeree alleate o tedesche, tale titolo.
4. ↑  Durante il servizio nell'Italian Co-Belligerent Air Force ebbe modo di pilotare i caccia Supermarine Spitfire Mk.V e Bell P-39 Airacobra.
5. ↑  Oltre che mitragliamenti contro autocolonne, ricognizioni, e missioni di scorta ai bombardieri alleati.
6. ↑  Svolgendo anche l'attività di Istruttore D.C. e acrobazia e Volo Senza Visibilità. Insegnante titolare delle materie: "Volo Alta Velocità" e "Propulsione a getto".
7. ↑  Secondo pilota italiano in assoluto.
8. ↑  Il fatto avvenne presso il Centro Sperimentale di Istres nel 1955.
9. ↑  Tra il 1961 e il 1965.
10. ↑  Nelle versioni DC-8/43 (1966-67) e DC-8/62 (1968-71).
11. ↑  Nelle versioni B-747/100, B-747/200 e B-747/243 (1972-81).
12. ↑  Che poi ordinerà sulla carta il Boeing 2707.
13. ↑  Insignito inoltre del Trofeo "Oro Caccia" per gli oltre 500 voli di guerra.

### Fonti
1. 1 2  Dunning 2000, p. 216.
2. 1 2 3  Dunning 1988, p. 44.
3. 1 2 3 4 5 6 7 8  Bedeschi 2010, p. 25.
4. 1 2 3 4 5 6 7 8 9  Dunning 1988, p. 23.
5. 1 2 3 4 5 6 7  Bedeschi 2010, p. 26.
6. ↑  Massimello, Apostolo 2012, p. 52.
7. ↑  Massimello, Apostolo 2012, p. 92.
8. ↑  Il top gun Alitalia che combatté la Luftwaffe e volò sul Concorde.
9. 1 2 3  D'Amico, Valentini 1986, p. 62.
10. ↑  Garth Didlick, A visit to an Italian Fighter Ace, The Scribed Line, Oregon Historical Modelers Society (OHMS), August 2007, pag. 8.